# Jan Albers
Johannes (Jan) Hermanus Lambertus Albers (Veldhoven, 27 maart 1952) begon zijn hockeycarrière bij VMHC Basko uit zijn geboorteplaats Veldhoven. Op 17-jarige leeftijd ging hij naar EMHC in Eindhoven, waar hij gedurende vijf jaar in het eerste speelde en in die periode werd uitverkoren voor Jong Oranje. Hij was ook bekend onder de naam 'Jantje Basko'. Zijn successen op de hockeyvelden zijn voor een groot deel te verklaren uit het samenspel met Paul Esmijer en Ties Kruize.
Daarna speelde hij twee jaar bij HC Tilburg en werd hij geselecteerd voor het Nederlands Elftal, waarmee hij onder meer deelnam aan de Olympische Spelen van 1976 in Montreal. Na zijn verhuizing naar Amsterdam verdedigde hij nog drie jaar de kleuren van HC Klein Zwitserland. Gedurende deze periode domineerde HCKZ de Nederlandse competitie, met spelers als Hans Kruize, Ties Kruize, Ron Steens en Tim Steens.
In 2005 trad hij aan als commissaris tophockey bij de Nederlandse hockeybond. Op 14 oktober 2006 werd hij voorzitter van de KNHB, waar hij in 2014 werd opgevolgd door Erik Cornelissen.
Albers werd in 2012 lid van de raad van commissarissen van voetbalclub PSV, waar hij in 2015 voorzitter werd. Hij vertrok in september 2020 bij de club.
In 2017 werd ir. Jan Albers CEO van Koninklijke Ten Cate NV; eerder vervulde hij die rol bij Gamma Holding.
Jan Albers · 
André Bolhuis · 
Theodoor Doyer · 
Geert van Eijk · 
Imbert Jebbink · 
Hans Jorritsma · 
Wouter Kan · 
Coen Kranenberg · 
Hans Kruize · 
Wouter Leefers · 
Paul Litjens · 
Maarten Sikking · 
Ron Steens · 
Tim Steens · 
Bart Taminiau · 
Rob Toft ·
Coach: Wim van Heumen
- Gemeinsame Normdatei: 1060450259
- International Standard Name Identifier: 0000 0000 1983 2270
- Library of Congress Control Number: n00020767
- Nederlandse Thesaurus van Auteursnamen: 191796948
- Virtual International Authority File: 67693806
- WorldCat: E39PBJt8dTHTrg9t36FcqKvj4q